# بی‌بی‌اس اتوتکنیک
بی‌بی‌اس اتوموتیو (انگلیسی: BBS Automotive) شرکت خودروسازی آلمانی است، که در سال ۱۹۷۰ تأسیس شد.